# The La's (album)
The La's è l'album di debutto della band inglese The La's. Fu pubblicato nel 1990.

## Tracce
Tutte le canzoni scritte da Lee Mavers.
1. "Son of a Gun" – 2:00
2. "I Can't Sleep" – 2:37
3. "Timeless Melody" – 3:01
4. "Liberty Ship" – 2:30
5. "There She Goes" – 2:42
6. "Doledrum" – 2:50
7. "Feelin'" – 1:44
8. "Way Out" – 2:32
9. "I.O.U." – 2:08
10. "Freedom Song" – 2:23
11. "Failure" – 2:54
12. "Looking Glass" – 7:52

L'album è stato ripubblicato nel gennaio 2001 con le seguenti tracce extra (precedentemente pubblicate come lati b):
1. "All By Myself" – 5:53
2. "Clean Prophet" – 1:47
3. "Knock Me Down" – 3:15
4. "Over (Live in a stable in Liverpool)" – 5:02
5. "I.O.U. (Alternate version)" – 2:08

L'album è stato ripubbliato in Giappone nel dicembre 1998 con una serie di tracce extra differenti dalla versione britannica:
1. "Knock Me Down" – 3:17
2. "Endless" – 3:11
3. "Come In Come Out" – 2:14
4. "Who Knows" – 3:31
5. "Man I'm Only Human" – 4:34
6. "All By Myself – 5:56
7. "Clean Prophet" – 1:49
8. "There She Goes (1988 single version)" – 2:35